# Марк Блъндел
Марк Блъндел (на английски: Mark Blundell) е английски пилот от Формула 1.
Роден е на 8 април 1966 г. в град Барнет, Англия.
1991 г. прави дебют във Формула 1 с тима на Брабам.
1993 г. пилот на Лижие – 16 старта.
1994 г. се състезава за Тирел.
1995 г. е пилот на Макларън.
1996 г. започва кариера в Индикар.

## Уебсайт
Марк Блъндел